# Józef Wojaczek
Józef Wojaczek (ur. 14 kwietnia 1901 w Prudniku, zm. 8 kwietnia 1993 w Reimlingen) – polski ksiądz katolicki, Misjonarz z Mariannhill.

## Życiorys

### Wczesne życie

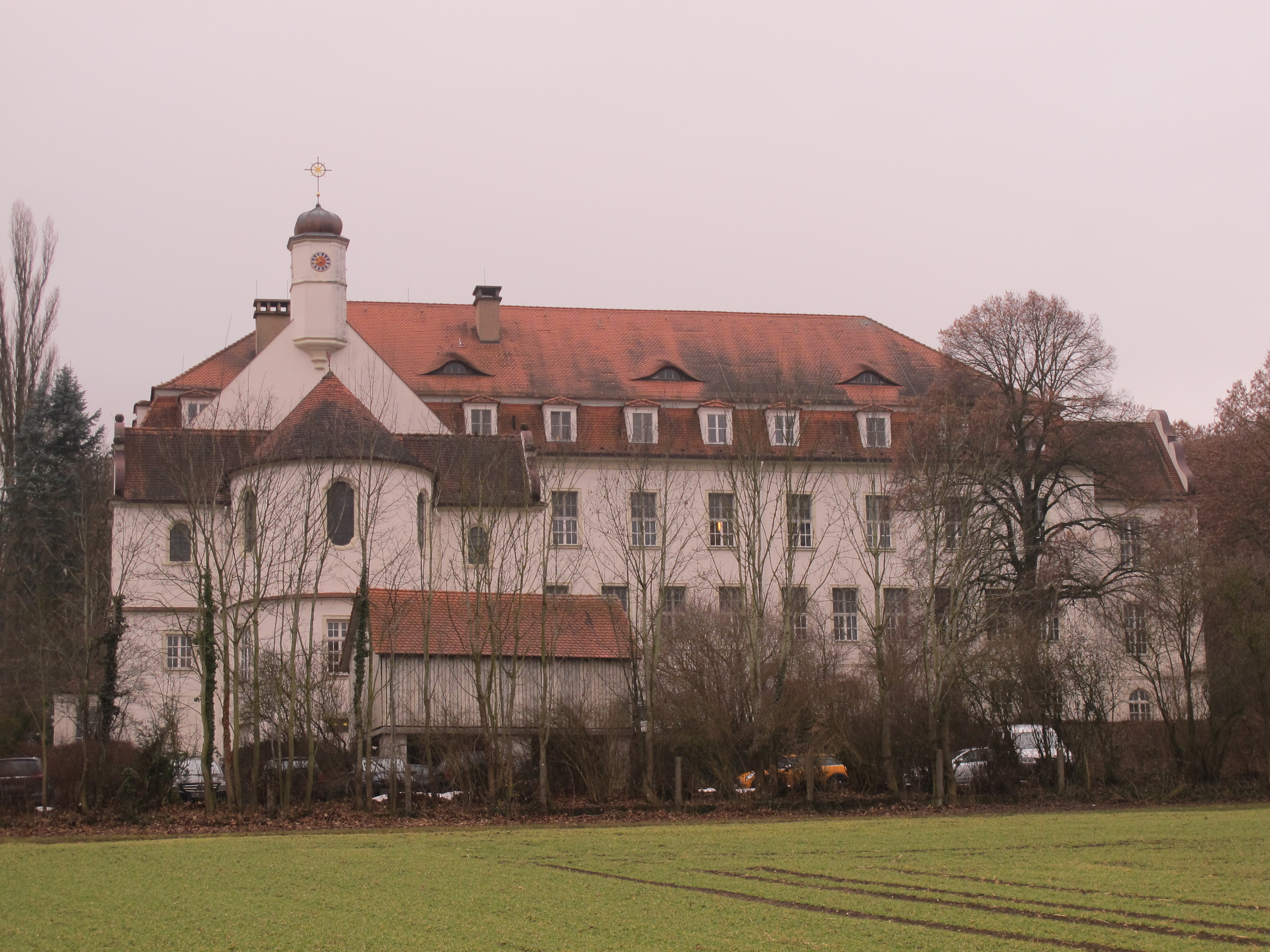
Budynek klasztorny Misjonarzy z Mariannhill w Reimlingen

Urodził się 14 kwietnia 1901 roku w Prudniku jako syn Franciszka i jego żony Marii. Jego ojciec był szewcem. Miał dwie siostry i dwóch braci. Prawdopodobnie jego krewnym był zakonnik Gotthard Wojaczek (1872–1931), pochowany na cmentarzu klasztornym przy kościele św. Józefa w Prudniku.
W Prudniku pracował jako ślusarz w fabryce tekstylnej (po II wojnie światowej znanej jako Zakłady Przemysłu Bawełnianego „Frotex”). Dzięki pomocy finansowej, którą otrzymał od rodziny, wyjechał do Bawarii, gdzie wstąpił do zakonnego Zgromadzenia Misjonarzy z Mariannhill. Po ukończeniu gimnazjum zakonnego z polecenia kierownictwa szkoły udał się na dalsze studia do Holandii, gdzie odbył praktykę w zakonie.
Trzy lata później powrócił do Bawarii. Do 1930 kontynuował naukę w filozoficzno-teologicznym Uniwersytecie Bawarskim w Dillingen an der Donau. Święcenia kapłańskie przyjął w 1929, jako zakonnik mariannhilski.

### Zakonnik

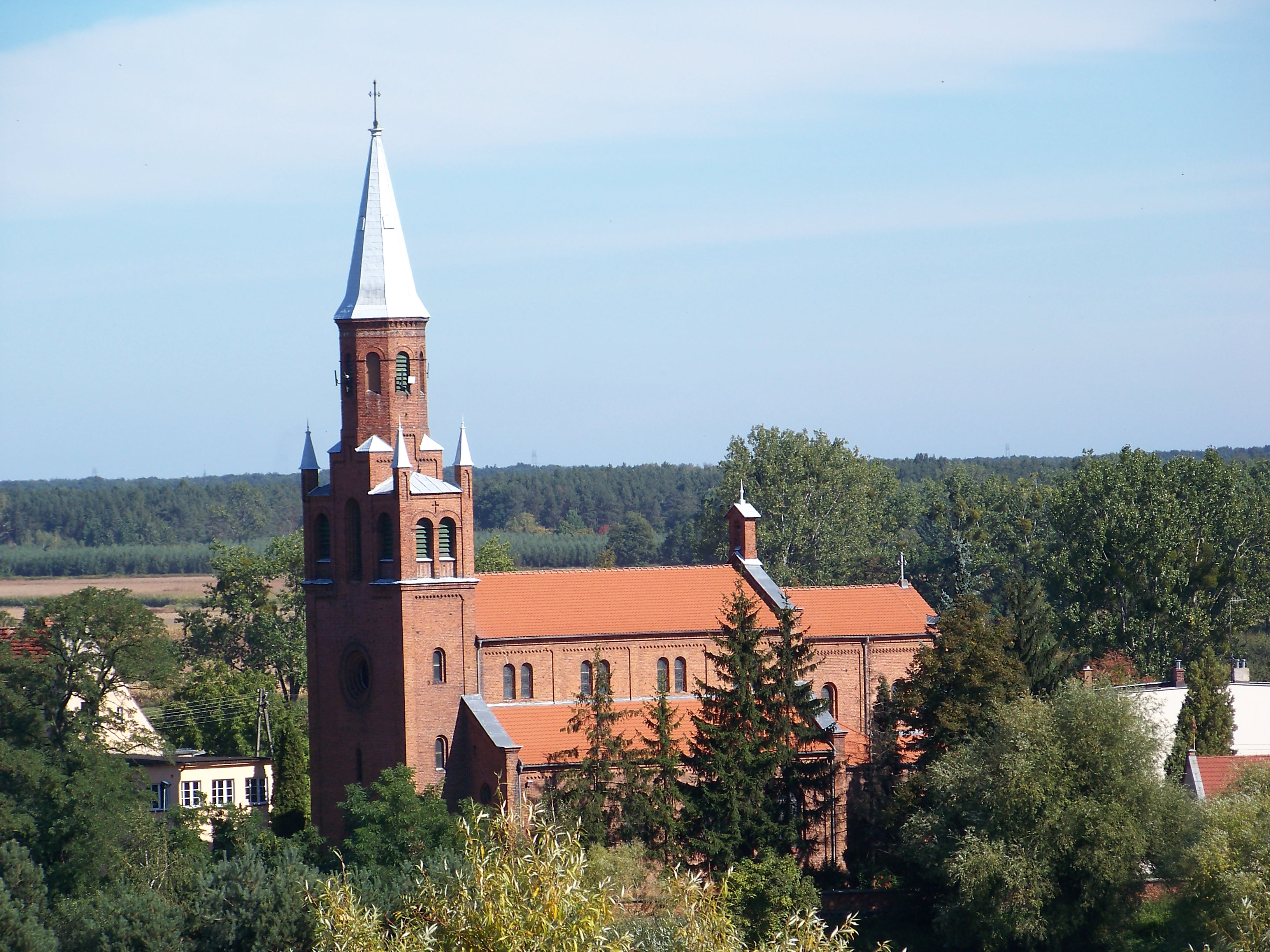
Kościół św. Jakuba w Skorogoszczy

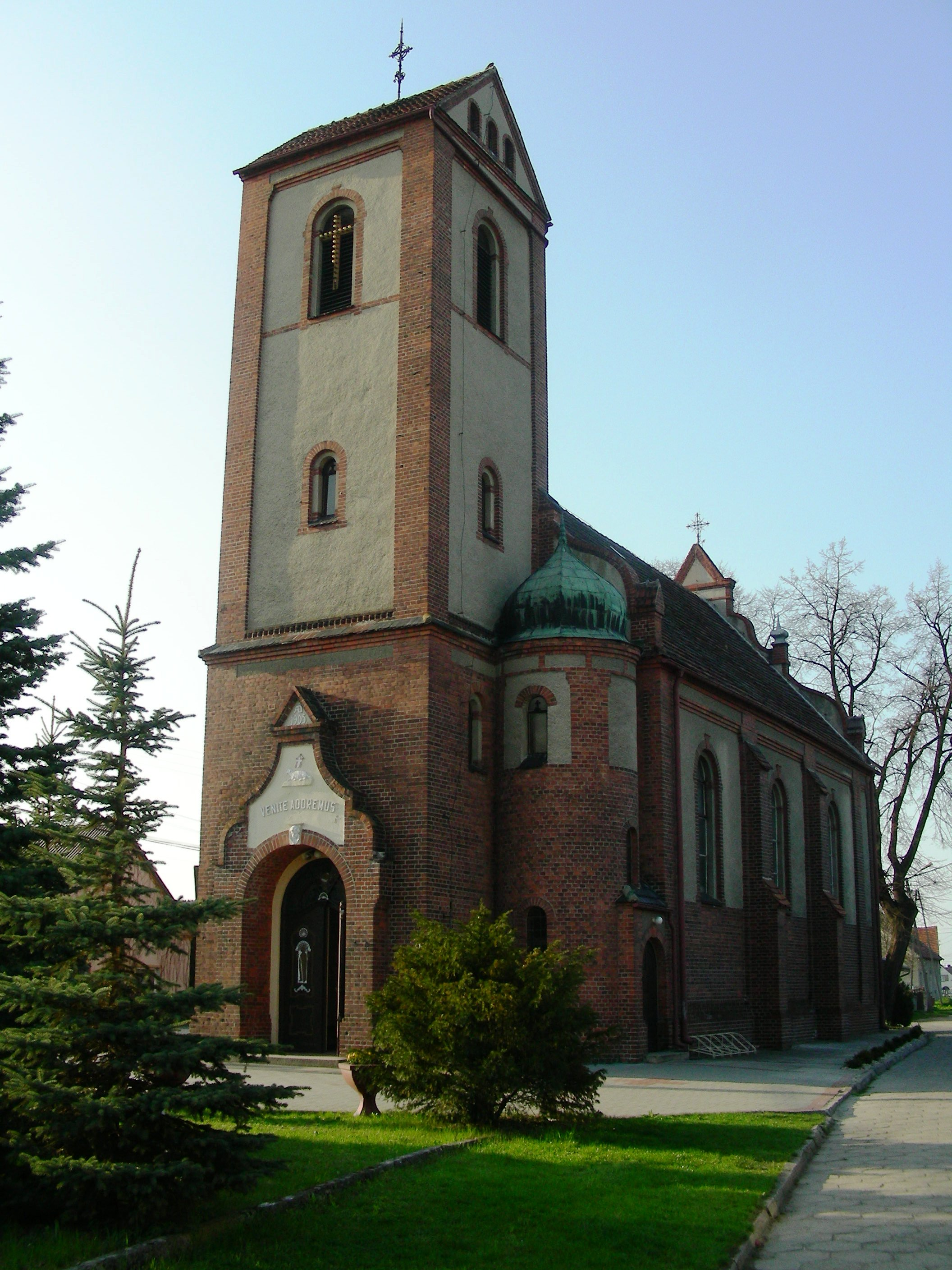
Kościół św. Floriana w Naroku

Do 1933 przebywał w klasztorze w Reimlingen, gdzie przyjął imię Gotthard. Na polecenie Superioru Generalnego, opuścił klasztor i udał się do Altdorf w Szwajcarii, gdzie w miejscowym gimnazjum duchownym przez dwa lata pracował jako nauczyciel historii, łaciny i religii.
Na Górny Śląsk powrócił w 1935 roku. Został mianowany rektorem niższego seminarium i juwenatu zakonnego w Skorogoszczy. W 1941 skorogoski klasztor przejęła jednostka SS, a zakonników wygoniono. Misjonarze marianhillscy postanowili nadal czuwać nad skorogoskim majątkiem. Wyznaczyli Józefa Wojaczka na opiekuna.
W tym samym roku mianowano go proboszczem nowo powstałej parafii w Naroku koło Opola, w skład której weszły Narok i Golczowice. Po zajęciu wsi przez Armię Czerwoną często na czele jej mieszkańców występował przeciwko Rosjanom. Znalazł ciało zamordowanego przez Rosjan księdza Jerzego Greinera w piwnicy plebanii w Skorogoszczy. Greiner został zabity, ponieważ nie posiadał zegarka, którego domagał się od niego żołnierz radziecki. W 1946 otrzymał od generalnego przełożonego kongregacji dekret nominacyjny na prowincjała w Polsce i polecenie zorganizowania prowincji kongregacji.

### Uwięzienie
Dla lokalnych przedstawicieli władzy państwowej ksiądz Wojaczek był osobą podejrzaną, zwłaszcza ze względu na utrzymywanie przez niego kontaktów z centralą zakonną, znajdującą się za granicą. Konsekwencją tego było aresztowanie Wojaczka przez Urząd Bezpieczeństwa jesienią 1952 roku. Sprawa prokuratorska o sygn. Pr II 15/53 wpłynęła do kancelarii opolskiego WSR 2 marca 1953, gdzie nadano jej sygn. Sr 28/53. Wojaczek przebywał w areszcie od 28 września 1952. Ostatecznie został skazany na sześć lat więzienia oraz utratę praw publicznych i obywatelskich praw honorowych na okres trzech lat i przepadek całego mienia. Na podstawie amnestii, wyrok zmniejszono do czterech lat. Skazany odwołał się od wyroku, ale Najwyższy Sąd Wojskowy podtrzymał wyrok i akta wróciły z Warszawy 29 kwietnia 1953. Wojaczka zwolniono warunkowo 18 marca 1955 roku.
Po wyjściu z więzienia wrócił do Naroku, a następnie przeniósł się do Skorogoszczy. Po bezskutecznych próbach anulowania wyroku, uznał, że jego misja na Śląsku dobiegła końca i zdecydował się na wyjazd do Niemiec Zachodnich.